# Дир, Уильям
Уильям Дир (англ. William Dear; 30 ноября 1943, Торонто, Онтарио, Канада) — канадский режиссёр, сценарист и продюсер, известный по фильмам «Гарри и Хендерсоны», «Если бы взгляды могли убивать», «Ангелы у кромки поля», «Дикая Америка», «Каникулы Санта Клауса» и других.

## Фильмография
- A Mile in His Shoes (2011)
- Политика любви (2011)
- Вольный стиль (2009)
- Mr. Troop Mom (2009)
- The Perfect Game (2009)
- The Sandlot: Heading Home (2007)
- The Foursome (2006)
- Саймон говорит (2006)
- Учитель года (2005)
- Каникулы Санта Клауса (2000)
- Balloon Farm (1999)
- Дикая Америка (1997)
- Ангелы у кромки поля (1994)
- Если бы взгляды могли убивать (1991)
- Гарри и Хендерсоны (1987)
- Гонщик во времени: приключения Лайла Свана (1982)
- Elephant Parts (1981)
- PopClips (1980)
- Northville Cemetery Massacre (1976)
- Nymph (1975)